# Nattens skogar
Nattens skogar (engelsk originaltitel: Nightwood) är en roman av den amerikanska författaren Djuna Barnes. Den publicerades ursprungligen 1936 av Faber and Faber i London med ett förord av T.S. Eliot. Den räknas till modernismens klassiker och har uppmärksammats för sin speciella form och sitt täta, metaforrika språk. Den är också känd för sin skildring av kvinnlig homosexualitet. Huvudpersonen, den unga Robin Vote, älskas i tur och ordning av Felix Volkbein, Nora Wood och Jenny Petherbridge men hon sviker dem alla. Dr O'Connor är en märklig och lögnaktig falsk läkare, som dels introducerar personerna för varandra, dels får vara mottagare av deras frustration och sorg efter de olyckliga slut som han förutspått.

## Historik
Djuna Barnes arbetade med romanen i flera år och den ursprungliga versionen på mer än 600 sidor förtätades till 212 sidor, bland annat av oro för censur på grund av erotisk frispråkighet och religiösa aspekter. Genom medverkan av T.S Eliot som försåg romanen med ett generöst förord kunde romanen slutligen publiceras. Den har blivit föremål för analys ur många olika aspekter såsom queerperspektiv, skildring av exil, ting och tinglighet, historia och politisering. Den är kanske mer känd än läst och utsatt för fördjupad läsning mest av forskare och studenter enligt Jeanette Winterson i 2014 års engelskspråkiga upplaga.

## Struktur
Romanen kan uppfattas som svårgenomtränglig och kräva långsam och upprepad läsning. T.S Eliot skriver i sitt förord att den "vänder sig främst till poesiläsare" och förtydligar att "den är en så bra roman att bara en känslighet som övats upp med poesi kan fullt uppskatta den". Djuna Barnes var utbildad bildkonstnär och illustrerade flera av sina verk. Nattens skogar innehåller inga bilder men kan ändå läsas som om den är skriven av en bildkonstnär, scen för scen. Det finns också direkta associationer till bildkonsten i texten och romanens uppbyggnad har liknats vid den surrealistiska konsten. Romanen beskrivs generellt som mörk och suggestiv och som skildrande människor i utanförskap och med ganska lite handling. Den har också kallats "världens mest komplicerade terapiroman". De åtta kapitlen har sinsemellan olika karaktär där de fyra första är berättande och sträcker sig över längre tidsrymder medan de återstående utgörs av dialoger mellan dr O´Connor och Felix eller Nora förutom i slutkapitlet där Robin inför Nora genomgår en förvandling som förstärker hennes tidigare beskrivna djuriskhet.

## Handling
Den falske baronen Felix Volkbein är bosatt i Wien där han umgås med Dr. Matthew O´Connor. Denne kallas av hotellpersonal till ett rum där en ung kvinna förefaller oväckbar. Därmed introduceras Robin Vote. Baronen upplever omedelbar attraktion och inleder så småningom ett förhållande med Robin Vote, de gifter sig och hon föder deras son, Guido. Robin Vote har svårt att knyta an till den klene och sjuklige sonen, blir alltmer rastlös och bryter slutligen upp från familjen och flyttar till Amerika. Under ett cirkusföreställning lär hon känna Nora Flood vilket leder till ett intensivt kärleksförhållande. Paret flyttar till Paris. Deras samliv präglas av Robins rastlöshet där hon söker sig till stadens nattliv med flödande alkohol och sexuella utsvävningar medan Nora ångestfylld väntar hennes hemkomst. Under en sådan nattlig utflykt kommer Robin i kontakt med Jenny Petherbridge, änka efter flera äktenskap. Robin bryter upp från Nora och inleder ett förhållande med Jenny och paret flyttar till Amerika. Men inte heller detta förhållande blir bestående. I slutet av romanen har Nora återvänt till Amerika. Under en skogsvandring återfinner hon Robin där denna knäfaller inför ett altare i en övergiven kyrka. Inför anblicken av Noras hund blir Robins rörelser och mimik alltmer lika djurets.

## Huvudpersoner och förebilder
- Felix Volkbein, falsk baron,vars historia inleder romanen. Gifter sig med Robin Vote och får sonen Guido.
- Robin Vote, ung kvinna som blir föremål för förälskelse av flera huvudpersoner.
- Nora Flood, blir nästa kärlekspartner till Robin Vote.
- Jenny Petherbridge, förför Robin Vote som sviker Nora Flood.
- Dr Matthew O'Connor, samtalspartner till Felix Volkbein och Nora Flood, försöker stötta dem i deras sorg och övergivenhet men svävar dessemellan ut i ändlösa monologer.

Romanen är delvis en nyckelroman där Nora Flood står för Djuna Barnes, Robin Vote står för Thelma Wood, konstnär och Jenny Petherbridge motsvaras av Henriette Alice McCrea-Metcalf, som bland annat arbetade som översättare. Samtliga dessa kvinnor hade sin bakgrund i USA men var en tid bosatta i Paris. Matthew O´Connor har sin motsvarighet i verklighetens Daniel A. Mahoney, kvacksalvare, öppet homosexuell och känd historieberättare.
Thelma Wood var omkring 180 cm lång med pojkaktigt utseende och med stor sexuell attraktionskraft  Robin Vote framträder i romanen som en androgyn, undanglidande varelse, "obegriplig som ett djur".Hon beskrivs som både oskyldig och depraverad, i total avsaknad av humana känslor av skuld och ånger och som levande i en vakendröm.
Matthew O´Connor spelar i hela romanen en sammanfogande roll. Det är genom honom som Felix Volkbein kommer i kontakt med Robin Vote. Det är han som presenterar Robin Vote för Jenny. Petherbridge. Han visar sig också som transperson. I en scen där Nora söker hans sällskap är han utklädd till kvinna, hela hans bostad präglas av kvinnliga attribut och han uttrycker även explicit att han inte känner sig autentisk i det manliga könet.

## Utgivningshistorik (utgivet på svenska)
- Nattens skogar (Nightwood, 1936) (översättning: Thomas Warburton, Almqvist & Wiksell/Geber, 1956; 1980, 1989, Lind&Co 2009, Modernista 2018, ISBN 9789177811770). Nattens skogar är också tillgänglig som e-bok ISBN 9789177811787.